# Communauté rurale de Mont-Rolland
La communauté rurale de Mont Rolland est une communauté rurale du Sénégal située à l'ouest du pays. 
Elle fait partie de l'arrondissement de Pambal, du département de Tivaouane et de la région de Thiès. L'actuel maire de Mont Rolland est Yves Lamine Ciss. 